# Air New Zealand Cup 2006
Air New Zealand Cup 2006 – pierwsza edycja zreformowanych rozgrywek National Provincial Championship, mistrzostw nowozelandzkich prowincji w rugby union, a trzydziesta pierwsza ogółem. Zawody odbyły się w dniach 28 lipca – 21 października 2006 roku.
W obecności dwudziestu pięciu tysięcy widzów pierwszy tytuł od 1992 roku zdobył zespół Waikato. Najlepszym zawodnikiem tej edycji został uznany Richard Kahui.

## Informacje ogólne
New Zealand Rugby Union już w 2002 roku zapowiedział zmiany w sposobie przeprowadzania rozgrywek, które mogłyby wejść w życie po wygaśnięciu w 2005 roku ówcześnie obowiązującego kontraktu mediowego. Po dwóch latach prac na początku czerwca 2005 roku zaprezentowano nowy schemat zawodów. Do najwyższej klasy rozgrywkowej zostały zaproszone zespoły pierwszej dywizji poprzedniego sezonu oraz trzy z dywizji drugiej, przyjęta została także wspólna aplikacja związków Nelson Bays i Marlborough, które połączyły się tworząc Tasman Rugby Union. Pozostałe regiony odtąd rywalizowały w amatorskiej Dywizji 1, nazwanej Heartland Championship. Zaprezentowano również nowe trofeum wykonane przez firmę Jens Hansen – Gold & Silversmith znaną z wykonania Jedynego Pierścienia na potrzeby ekranizacji powieści J.R.R. Tolkiena.
Podział na grupy został opublikowany, a system rozgrywek potwierdzony, w grudniu 2005 roku. Czternaście uczestniczących drużyn zostało rozstawionych według wyników osiągniętych w poprzedniej edycji i rywalizowało w pierwszej fazie systemem kołowym podzielone na dwie siedmiozespołowe grupy, a z uwagi na nieparzystą liczbę zespołów podczas każdej kolejki jeden z nich pauzował. Druga runda rozgrywek została rozegrana w ciągu trzech tygodni. Czołowe trójki z każdej z grup awansowały do Top 6 zachowując dorobek punktowy i zagrały z zespołami, z którymi nie grały w pierwszej fazie o rozstawienie przed ćwierćfinałami. Pozostałe osiem drużyn ponownie rywalizowało systemem kołowym w dwóch czterozespołowych grupach repasażowych, których zwycięzcy premiowali byli awansem do fazy pucharowej. Zwycięzca meczu zyskiwał cztery punkty, za remis przysługiwały dwa punkty, porażka nie była punktowana, a zdobycie przynajmniej czterech przyłożeń lub przegrana nie więcej niż siedmioma punktami premiowana była natomiast punktem bonusowym. W przypadku tej samej liczby punktów przy ustalaniu pozycji w grupie brane były pod uwagę kolejno następujące kryteria: wynik bezpośredniego meczu między zainteresowanymi drużynami, lepsza różnica punktów zdobytych i straconych we wszystkich meczach grupowych, lepsza różnica przyłożeń zdobytych i straconych we wszystkich meczach grupowych, ostatecznie zaś rzut monetą. Faza play-off składała się z ćwierćfinałów, półfinałów i finału z meczami rozgrywanymi na boisku wyżej rozstawionej drużyny. Zaakceptowany terminarz uległ drobnym zmianom w maju 2006 roku, zaś sędziowie zawodów zostali wyznaczeni 4 lipca.
NZRU przed sezonem przekazał dodatkowo regionom łącznie 8 milionów NZD. Jednocześnie po uzyskaniu rządowej zgody wprowadzono salary cap w wysokości dwóch milionów NZD. Za jego przekroczenie regionalne związki byłyby karane w stosunku 3:1 przy pierwszym przewinieniu, w przypadku recydywy relacja ta byłaby większa, a do jego egzekwowania stworzono nowe stanowiska. Spowodowało to, że silniejsze zespoły, jak Auckland czy Canterbury, musiały rozstać się z częścią zawodników. W pierwszej części zawodów zespoły nie mogły korzystać z powołanych do kadry reprezentantów.

## Pierwsza faza grupowa

### Grupa A
| 29 lipca 200614:00 | Manawatu | 10:41 | Auckland | Palmerston North |
| 29 lipca 200614:00 |          | 10:41 |          | Palmerston North |

| 29 lipca 200618:05 | Taranaki | 14:30 | Wellington | New Plymouth |
| 29 lipca 200618:05 |          | 14:30 |            | New Plymouth |

| 30 lipca 200616:35 | Tasman | 27:33 | North Harbour | Blenheim |
| 30 lipca 200616:35 |        | 27:33 |               | Blenheim |

| 4 sierpnia 200619:35 | Wellington | 11:6 | Bay of Plenty | Wellington |
| 4 sierpnia 200619:35 |            | 11:6 |               | Wellington |

| 5 sierpnia 200617:30 | North Harbour | 22:13 | Taranaki | Albany, Auckland |
| 5 sierpnia 200617:30 |               | 22:13 |          | Albany, Auckland |

| 6 sierpnia 200614:35 | Auckland | 46:6 | Tasman | Auckland |
| 6 sierpnia 200614:35 |          | 46:6 |        | Auckland |

| 12 sierpnia 200614:35 | Tasman | 43:0 | Manawatu | Blenheim |
| 12 sierpnia 200614:35 |        | 43:0 |          | Blenheim |

| 12 sierpnia 200617:30 | Taranaki | 3:29 | Auckland | New Plymouth |
| 12 sierpnia 200617:30 |          | 3:29 |          | New Plymouth |

| 12 sierpnia 200619:35 | Bay of Plenty | 7:25 | North Harbour | Mount Maunganui |
| 12 sierpnia 200619:35 |               | 7:25 |               | Mount Maunganui |

| 19 sierpnia 200612:00 | Manawatu | 12:18 | Taranaki | Palmerston North |
| 19 sierpnia 200612:00 |          | 12:18 |          | Palmerston North |

| 20 sierpnia 200614:35 | Auckland | 45:27 | Bay of Plenty | Auckland |
| 20 sierpnia 200614:35 |          | 45:27 |               | Auckland |

| 20 sierpnia 200616:35 | North Harbour | 31:16 | Wellington | Albany, Auckland |
| 20 sierpnia 200616:35 |               | 31:16 |            | Albany, Auckland |

| 26 sierpnia 200614:35 | Bay of Plenty | 33:15 | Manawatu | Rotorua |
| 26 sierpnia 200614:35 |               | 33:15 |          | Rotorua |

| 26 sierpnia 200619:35 | Wellington | 14:11 | Auckland | Wellington |
| 26 sierpnia 200619:35 |            | 14:11 |          | Wellington |

| 27 sierpnia 200614:35 | Taranaki | 22:15 | Tasman | New Plymouth |
| 27 sierpnia 200614:35 |          | 22:15 |        | New Plymouth |

| 1 września 200619:35 | Auckland | 23:3 | North Harbour | Auckland |
| 1 września 200619:35 |          | 23:3 |               | Auckland |

| 2 września 200614:35 | Tasman | 17:23 | Bay of Plenty | Blenheim |
| 2 września 200614:35 |        | 17:23 |               | Blenheim |

| 2 września 200617:30 | Manawatu | 3:11 | Wellington | Palmerston North |
| 2 września 200617:30 |          | 3:11 |            | Palmerston North |

| 8 września 200619:35 | North Harbour | 28:6 | Manawatu | Albany, Auckland |
| 8 września 200619:35 |               | 28:6 |          | Albany, Auckland |

| 9 września 200619:35 | Bay of Plenty | 20:16 | Taranaki | Mount Maunganui |
| 9 września 200619:35 |               | 20:16 |          | Mount Maunganui |

| 10 września 200616:35 | Wellington | 39:25 | Tasman | Wellington |
| 10 września 200616:35 |            | 39:25 |        | Wellington |

### Grupa B
| 28 lipca 200619:35 | Hawke’s Bay | 0:45 | Canterbury | Napier |
| 28 lipca 200619:35 |             | 0:45 |            | Napier |

| 29 lipca 200616:00 | Counties Manukau | 19:23 | Otago | Auckland |
| 29 lipca 200616:00 |                  | 19:23 |       | Auckland |

| 30 lipca 200614:35 | Northland | 21:36 | Southland | Whangarei |
| 30 lipca 200614:35 |           | 21:36 |           | Whangarei |

| 5 sierpnia 200614:35 | Northland | 11:25 | Canterbury | Whangarei |
| 5 sierpnia 200614:35 |           | 11:25 |            | Whangarei |

| 5 sierpnia 200619:35 | Southland | 14:23 | Waikato | Invercargill |
| 5 sierpnia 200619:35 |           | 14:23 |         | Invercargill |

| 6 sierpnia 200616:35 | Otago | 37:0 | Hawke’s Bay | Dunedin |
| 6 sierpnia 200616:35 |       | 37:0 |             | Dunedin |

| 11 sierpnia 200619:35 | Waikato | 36:22 | Canterbury | Hamilton |
| 11 sierpnia 200619:35 |         | 36:22 |            | Hamilton |

| 13 sierpnia 200614:35 | Hawke’s Bay | 51:29 | Counties Manukau | Napier |
| 13 sierpnia 200614:35 |             | 51:29 |                  | Napier |

| 13 sierpnia 200616:35 | Otago | 37:6 | Northland | Dunedin |
| 13 sierpnia 200616:35 |       | 37:6 |           | Dunedin |

| 18 sierpnia 200619:35 | Canterbury | 24:7 | Southland | Christchurch |
| 18 sierpnia 200619:35 |            | 24:7 |           | Christchurch |

| 19 sierpnia 200614:00 | Otago | 24:21 | Waikato | Dunedin |
| 19 sierpnia 200614:00 |       | 24:21 |         | Dunedin |

| 20 sierpnia 200612:30 | Counties Manukau | 17:21 | Northland | Auckland |
| 20 sierpnia 200612:30 |                  | 17:21 |           | Auckland |

| 25 sierpnia 200619:35 | Southland | 8:15 | Otago | Invercargill |
| 25 sierpnia 200619:35 |           | 8:15 |       | Invercargill |

| 26 sierpnia 200617:30 | Waikato | 23:20 | Counties Manukau | Hamilton |
| 26 sierpnia 200617:30 |         | 23:20 |                  | Hamilton |

| 27 sierpnia 200616:35 | Northland | 24:24 | Hawke’s Bay | Whangarei |
| 27 sierpnia 200616:35 |           | 24:24 |             | Whangarei |

| 2 września 200619:35 | Canterbury | 22:17 | Otago | Christchurch |
| 2 września 200619:35 |            | 22:17 |       | Christchurch |

| 3 września 200614:35 | Hawke’s Bay | 23:42 | Waikato | Napier |
| 3 września 200614:35 |             | 23:42 |         | Napier |

| 3 września 200616:35 | Counties Manukau | 29:8 | Southland | Auckland |
| 3 września 200616:35 |                  | 29:8 |           | Auckland |

| 9 września 200614:35 | Waikato | 42:21 | Northland | Hamilton |
| 9 września 200614:35 |         | 42:21 |           | Hamilton |

| 9 września 200617:30 | Southland | 15:11 | Hawke’s Bay | Invercargill |
| 9 września 200617:30 |           | 15:11 |             | Invercargill |

| 10 września 200614:35 | Canterbury | 32:16 | Counties Manukau | Christchurch |
| 10 września 200614:35 |            | 32:16 |                  | Christchurch |

## Druga faza grupowa

### Top 6
| 16 września 200619:35 | Auckland | 22:22 | Waikato | Auckland |
| 16 września 200619:35 |          | 22:22 |         | Auckland |

| 17 września 200614:35 | North Harbour | 28:18 | Otago | Albany, Auckland |
| 17 września 200614:35 |               | 28:18 |       | Albany, Auckland |

| 17 września 200616:35 | Wellington | 26:24 | Canterbury | Wellington |
| 17 września 200616:35 |            | 26:24 |            | Wellington |

| 23 września 200617:30 | Waikato | 37:21 | Wellington | Hamilton |
| 23 września 200617:30 |         | 37:21 |            | Hamilton |

| 23 września 200619:35 | Auckland | 48:7 | Otago | Auckland |
| 23 września 200619:35 |          | 48:7 |       | Auckland |

| 24 września 200616:35 | Canterbury | 17:21 | North Harbour | Christchurch |
| 24 września 200616:35 |            | 17:21 |               | Christchurch |

| 29 września 200619:35 | Otago | 14:21 | Wellington | Dunedin |
| 29 września 200619:35 |       | 14:21 |            | Dunedin |

| 30 września 200619:35 | Canterbury | 27:22 | Auckland | Christchurch |
| 30 września 200619:35 |            | 27:22 |          | Christchurch |

| 1 października 200616:35 | Waikato | 31:15 | North Harbour | Hamilton |
| 1 października 200616:35 |         | 31:15 |               | Hamilton |

### Repasaż A
| 15 września 200620:05 | Hawke’s Bay | 26:10 | Manawatu | Napier |
| 15 września 200620:05 |             | 26:10 |          | Napier |

| 16 września 200617:30 | Bay of Plenty | 38:11 | Counties Manukau | Mount Maunganui |
| 16 września 200617:30 |               | 38:11 |                  | Mount Maunganui |

| 22 września 200618:05 | Bay of Plenty | 35:7 | Hawke’s Bay | Mount Maunganui |
| 22 września 200618:05 |               | 35:7 |             | Mount Maunganui |

| 22 września 200620:05 | Counties Manukau | 25:25 | Manawatu | Auckland |
| 22 września 200620:05 |                  | 25:25 |          | Auckland |

| 28 września 200619:05 | Manawatu | 16:27 | Bay of Plenty | Palmerston North |
| 28 września 200619:05 |          | 16:27 |               | Palmerston North |

| 30 września 200614:35 | Counties Manukau | 29:30 | Hawke’s Bay | Auckland |
| 30 września 200614:35 |                  | 29:30 |             | Auckland |

### Repasaż B
| 15 września 200618:05 | Taranaki | 17:23 | Northland | New Plymouth |
| 15 września 200618:05 |          | 17:23 |           | New Plymouth |

| 16 września 200614:35 | Southland | 23:14 | Tasman | Invercargill |
| 16 września 200614:35 |           | 23:14 |        | Invercargill |

| 21 września 2006 | Southland | 20:17 | Taranaki | Invercargill |
| 21 września 2006 |           | 20:17 |          | Invercargill |

| 23 września 200614:35 | Tasman | 56:15 | Northland | Blenheim |
| 23 września 200614:35 |        | 56:15 |           | Blenheim |

| 30 września 200617:30 | Taranaki | 42:17 | Tasman | New Plymouth |
| 30 września 200617:30 |          | 42:17 |        | New Plymouth |

| 1 października 200614:35 | Northland | 19:12 | Southland | Whangarei |
| 1 października 200614:35 |           | 19:12 |           | Whangarei |

## Faza pucharowa
|  |                      |               |                      |                      |    |          |                      |          |  |  |       |       |       |
|  | Ćwierćfinał          | Ćwierćfinał   | Ćwierćfinał          |                      |    | Półfinał | Półfinał             | Półfinał |  |  | Finał | Finał | Finał |
|  | Ćwierćfinał          | Ćwierćfinał   | Ćwierćfinał          |                      |    | Półfinał | Półfinał             | Półfinał |  |  | Finał | Finał | Finał |
|  | 07 października 2006 |               |                      |                      |    |          |                      |          |  |  |       |       |       |
|  |                      |               |                      |                      |    |          |                      |          |  |  |       |       |       |
|  | Waikato              | Waikato       | 24                   |                      |    |          |                      |          |  |  |       |       |       |
|  | Waikato              | Waikato       | 24                   | 14 października 2006 |    |          |                      |          |  |  |       |       |       |
|  | Southland            | Southland     | 12                   |                      |    |          |                      |          |  |  |       |       |       |
|  | Southland            | Southland     | 12                   |                      |    | Waikato  | Waikato              | 44       |  |  |       |       |       |
|  | 08 października 2006 |               |                      |                      |    | Waikato  | Waikato              | 44       |  |  |       |       |       |
|  |                      |               | Otago                | Otago                | 15 |          |                      |          |  |  |       |       |       |
|  | North Harbour        | North Harbour | Otago                | Otago                | 15 | 21       |                      |          |  |  |       |       |       |
|  | North Harbour        | North Harbour |                      |                      |    | 21       | 21 października 2006 |          |  |  |       |       |       |
|  | Otago                | Otago         | 56                   |                      |    |          |                      |          |  |  |       |       |       |
|  | Otago                | Otago         | 56                   |                      |    | Waikato  | Waikato              | 37       |  |  |       |       |       |
|  | 07 października 2006 |               |                      |                      |    | Waikato  | Waikato              | 37       |  |  |       |       |       |
|  |                      |               | Wellington           | Wellington           | 31 |          |                      |          |  |  |       |       |       |
|  | Auckland             | Auckland      | Wellington           | Wellington           | 31 | 46       |                      |          |  |  |       |       |       |
|  | Auckland             | Auckland      | 13 października 2006 |                      |    | 46       |                      |          |  |  |       |       |       |
|  | Bay of Plenty        | Bay of Plenty | 14                   |                      |    |          |                      |          |  |  |       |       |       |
|  | Bay of Plenty        | Bay of Plenty | 14                   |                      |    | Auckland | Auckland             | 15       |  |  |       |       |       |
|  | 06 października 2006 |               |                      |                      |    | Auckland | Auckland             | 15       |  |  |       |       |       |
|  |                      |               | Wellington           | Wellington           | 30 |          |                      |          |  |  |       |       |       |
|  | Wellington           | Wellington    | Wellington           | Wellington           | 30 | 36       |                      |          |  |  |       |       |       |
|  | Wellington           | Wellington    |                      |                      |    |          |                      |          |  |  |       |       |       |
|  | Canterbury           | Canterbury    | 23                   |                      |    |          |                      |          |  |  |       |       |       |
|  | Canterbury           | Canterbury    | 23                   |                      |    |          |                      |          |  |  |       |       |       |

| 7 października 200619:35 | Waikato | 24:12(10:0) | Southland | Waikato Stadium, Hamilton |
| 7 października 200619:35 |         | 24:12(10:0) |           | Waikato Stadium, Hamilton |

| 8 października 200616:35 | North Harbour | 21:56(0:36) | Otago | North Harbour Stadium, Auckland |
| 8 października 200616:35 |               | 21:56(0:36) |       | North Harbour Stadium, Auckland |

| 7 października 200617:30 | Auckland | 46:14(15:14) | Bay of Plenty | Eden Park, Auckland Sędzia: Lyndon Bray |
| 7 października 200617:30 |          | 46:14(15:14) |               | Eden Park, Auckland Sędzia: Lyndon Bray |

| 6 października 200619:35 | Wellington | 36:23(17:9) | Canterbury | Westpac Stadium, Wellington Widzów: 18 000 |
| 6 października 200619:35 |            | 36:23(17:9) |            | Westpac Stadium, Wellington Widzów: 18 000 |

| 14 października 200619:35 | Waikato | 44:15(25:3) | Otago | Waikato Stadium, Hamilton Sędzia: Bryce Lawrence |
| 14 października 200619:35 |         | 44:15(25:3) |       | Waikato Stadium, Hamilton Sędzia: Bryce Lawrence |

| 13 października 200619:35 | Auckland | 15:30(5:18) | Wellington | Eden Park, Auckland Sędzia: Paul Honiss |
| 13 października 200619:35 |          | 15:30(5:18) |            | Eden Park, Auckland Sędzia: Paul Honiss |

| 21 października 200619:35 | Waikato | 37:31(17:13) | Wellington | Waikato Stadium, Hamilton Widzów: 25 000 Sędzia: Bryce Lawrence |
| 21 października 200619:35 |         | 37:31(17:13) |            | Waikato Stadium, Hamilton Widzów: 25 000 Sędzia: Bryce Lawrence |